# Hans Dietrich von Gemmingen (1869–1958)
Hans Dietrich Franz Ludwig Gotthelf von Gemmingen (* 11. Juni 1869 in Bessenbach; † 29. Januar 1958 ebenda) war königlich bayerischer Kämmerer, preußischer Major und Rechtsritter des Johanniterordens.

## Leben
Er entstammte dem Unterzweig Bessenbach des 2. Asts (Mühlhausen) der I. Linie (Steinegg) der Freiherren von Gemmingen und war der Sohn des königlich bayerischen Kämmerers Oskar von Gemmingen (1838–1918) und der Karoline Freiin von Preuschen von und zu Liebenstein (1844–1922).
Gemmingen besuchte das humanistische Gymnasium in Aschaffenburg und trat nach dem Abitur 1888 in das Großherzoglich Hessische Garde-Dragoner-Regiment in Darmstadt ein. Als ausgezeichneter Reiter hat er zahlreiche Preise gewonnen, darunter 1897 den Zaren-Preis. Nach dem Besuch der Reitschule in Hannover kam er 1899 nach Berlin zu den Garde-Ulanen. In die Berliner Zeit fallen seine Hochzeit und die Geburt der beiden Töchter. 1906 kehrte die Familie nach Bessenbach zurück, lebte aber zeitweise während der Renovierung des dortigen Familiensitzes auch im Bassenheimer Hof in Aschaffenburg. Während des Ersten Weltkriegs war er 1. Adjutant des Gouvernements in Mainz, wohin ihm die Familie folgte. Nach Kriegsende kehrte die Familie nach Bessenbach zurück, wo sich Gemmingen dann vor allem um die Verwaltung seines weitläufigen Besitzes (Schloss Unterbessenbach mit zugehörigen Ländereien und Wäldern) kümmerte. Er ließ Wege bauen und Arbeiterwohnungen und Ställe verbessern. Das zuvor von einem Pächter betriebene Schlossgut wurde ab 1937 von seinem Sohn Albrecht bewirtschaftet und nach dessen Tod in Kriegsgefangenschaft 1946 von seiner Witwe Lui. Ein Teil des Waldbesitzes kam 1949 an Gemmingens Sohn Hans-Werner, das Schlossgut kam nach Gemmingens Tod an den Enkel Albrecht Viktor, den Sohn von Albrecht Dietrich.

## Familie
Er heiratete am 23. August 1900 in Ruhr Elisabeth Freiin von Rheinbaben (1880–1960). Der Ehe entstammten vier Nachkommen:
- Ingeborg (1901–1984) ⚭ Berthold von Reiswitz und Kaderzin (1891–1940)
- Hertha (1906–1988) ⚭ Reinhard von Gemmingen-Hornberg (1901–1981) aus dem Stamm B, 3. Linie
- Albrecht Dietrich (1909–1946) ⚭ Luise „Lui“ Freiin von der Recke (* 1918)
- Hans-Werner Pleikardt Kreuzwendedich (1916–1961) ⚭ Marta Goeters (* 1911)